# Riddell Sports Group

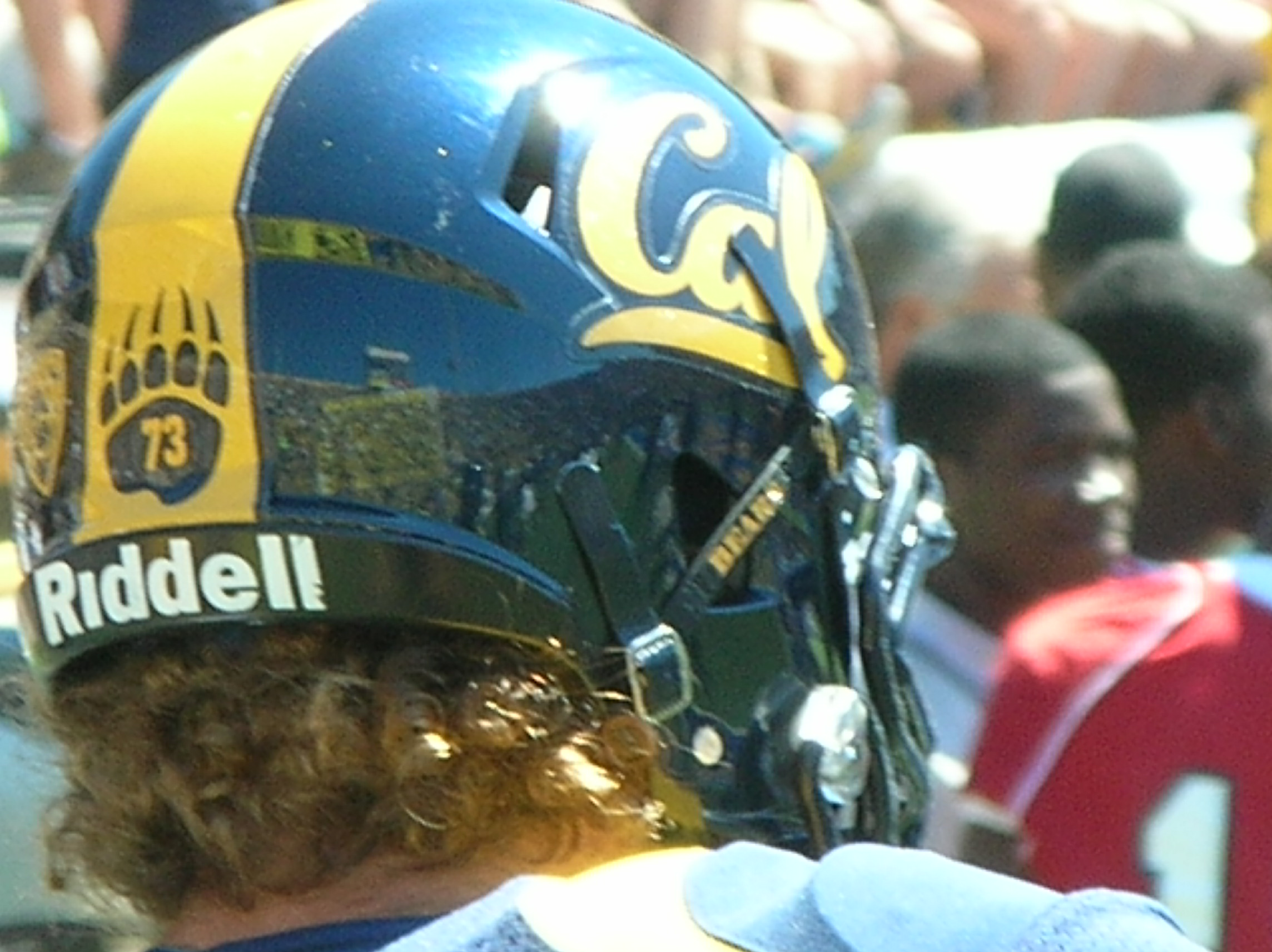
Riddell-Football-Helm

Riddell ist ein US-amerikanisches Unternehmen, das spezialisiert ist auf Sportartikel aus dem Bereich American Football. Der Hauptsitz war lange Zeit in Rosemont, Illinois; 2017 ist die Firma in neue Räumlichkeiten im benachbarten Des Plaines umgezogen.
Gegründet wurde die Firma von John Tate Riddell. Riddell erfand als erstes die entfernbare Klammer und später, 1939, den ersten gefederten Helm aus Kunststoff. Im Jahr 2008 wurde Dan Arment zum Präsident von Riddell ernannt. Arment hatte zuvor als Vizepräsident und Manager von BRG Sports, Riddells Mutterfirma, gearbeitet, die wiederum dem Aktienunternehmen Fenway Partners gehört. Fenway hatte die Firma im Jahr 2003 von Lincolnshire Management gekauft. In 2008 verklagte Riddell Mitbewerber Schutt Sports. Zwei Jahre später strengte Schutt einen Prozess wegen Patentverletzungen gegen Riddell an. Riddell gewann und Schutt ging in Insolvenz.